# Новгородцева, Элина Анатольевна
Элина Анатольевна Новгородцева — российская самбистка, дзюдоистка, сумотори. Чемпионка и призёр чемпионатов России по дзюдо, призёр чемпионата Европы по дзюдо среди юниоров, чемпионка мира по дзюдо среди военнослужащих. Чемпионка и призёр чемпионатов России и мира по самбо. Чемпионка Европы и призёр чемпионата мира по сумо. Мастер спорта России международного класса по дзюдо (1997) и сумо (2003), Заслуженный мастер спорта России по самбо (2001). В 1997 году окончила Национальный государственный университет физической культуры, спорта и здоровья имени П. Ф. Лесгафта. В 2005 году оставила большой спорт и перешла на тренерскую работу.

## Спортивные результаты
- Чемпионат России по дзюдо 1992 года — ;
- Чемпионат России по дзюдо 1993 года — ;
- Чемпионат России по дзюдо 1994 года — ;
- Чемпионат России по дзюдо 1996 года — ;
- Чемпионат России по дзюдо 1997 года — ;
- Чемпионат России по дзюдо 1998 года — ;
- Чемпионат России по дзюдо 1999 года — ;